# (37593) 1991 UJ
1991 يو جاي (ويعرف أيضًا باسم (37593) 1991 يو جاي وفق تسمية الكوكب الصغير) (بالإنجليزية: 1991 UJ)‏ هو كويكب ضمن حزام الكويكبات؛ وترتيبه 37593 من حيث الاكتشاف.
اكتُشف هذا الجُرم الفلكي بواسطة هيروشي كانيدا في 18 أكتوبر 1991.

## وصلات خارجية
- (37593) 1991 UJ في قاعدة بيانات مختبر الدفع النفاث لأجرام النظام الشمسي الصغيرة

- الاكتشاف · مخطط المدار ·  العناصر المدارية · المعلمات المادية

- (37593) 1991 UJ على موقع ويكي سكاي: DSS2, SDSS, GALEX, IRAS, Hydrogen α, X-Ray, Astrophoto, Sky Map, Articles and images